# Josip Globevnik
Josip Globevnik, slovenski matematik, * 6. december 1945, Ljubljana.

Globevnik je diplomiral leta 1968 in doktoriral leta 1972 na Fakulteti za naravoslovje in tehnologijo (FNT) v Ljubljani. V letih od 1969 do 1988 je delal na Fakulteti za gradbeništvo in geodezijo (FGG) v Ljubljani, med drugim kot izredni (1978) in redni profesor za matematiko (1983), od leta 1988 kot redni profesor za matematično analizo na FNT oz. FMF v Ljubljani. 
Kot gost je predaval na univerzah v ZDA (1973/74, 1978/79, 1983 do 1985, 1989/1990, 1992, 1996, 2001/2002, 2004). Krajši čas je gostoval tudi na različnih univerzah v Evropi, Braziliji in Izraelu. 
Globevnik dela na področju kompleksne analize, predvsem teorije funkcij več kompleksnih spremenljivk. Njegova bibliografija šteje sto deset znanstvenih člankov, od katerih je bila velika večina objavljena v mednarodnih matematičnih revijah. Od teh jih je štiriindvajset napisal z enim ali dvema soavtorjema. V njih je obravnaval zaloge vrednosti vektorskih holomorfnih funkcij, robne lastnosti holomorfnih funkcij več spremenljivk in analitičnih množic, holomorfne vložitve območij v kompleksni ravnini, integralske karakterizacije holomorfnih funkcij ene spremenljivke in integralske karakterizacije robnih vrednosti holomorfnih funkcij več spremenljivk, analitične diske z robovi v maksimalno realnih podmnogoterostih in karakterizacije robnih vrednosti holomorfnih funkcij s principom argumenta. L. 2015 je s konstrukcijo kompletne kompleksne hiperploskve v enotski krogli n-dimenzionalnega evklidskega prostora podal kompletno rešitev problema P. Yanga iz 1977.
Od leta 1985 je bil dopisni (izredni), od leta 1989 redni član SAZU. Zaslužni profesor Univerze v Ljubjani je na predlog FMF postal leta 2013. 
Leta 1976 je prejel Kidričevo nagrado, 2019 pa tudi Zoisovo nagrado za življenjsko delo. 2021 je bil imenovan za častnega člana Društva matematikov, fizikov in astronomov Slovenije. 
Bil je član uredniškega odbora Mathematica Balkanica.